# اگی هاریدی
اگی هاریدی (انگلیسی: Åge Hareide؛ زادهٔ ۲۳ سپتامبر ۱۹۵۳) بازیکن فوتبال اهل نروژ است.
از باشگاه‌هایی که در آن بازی کرده‌است می‌توان به باشگاه فوتبال منچستر سیتی، باشگاه فوتبال مولده، و باشگاه فوتبال نوریچ سیتی، باشگاه فوتبال مولده، و تیم ملی فوتبال نروژ اشاره کرد.
وی همچنین در تیم ملی فوتبال Norway بازی کرده‌است.